# Chi Cá mương
Chi Cá mương (danh pháp khoa học: Hemiculter) là một chi trong họ Cá chép (Cyprinidae), bao gồm 8 loài. Loài điển hình của chi này là cá mương (Culter leucisculus, danh pháp này hiện nay được coi là từ đồng nghĩa của danh pháp hợp lệ Hemiculter leucisculus). Tên gọi khoa học của chi này có nguồn gốc từ tiếng Hy Lạp hemis nghĩa là "một nửa" và tiếng La tinh culter nghĩa là "con dao".

## Các loài
- Hemiculter bleekeri Warpachowski, 1887
- Hemiculter elongatus Nguyen & Ngo, 2001
- Hemiculter krempfi Pellegrin & Chevey, 1938
- Hemiculter leucisculus Basilewsky, 1855 -- Cá mương
- Hemiculter lucidus Dybowski, 1872: Cá mương Ussuri
- Hemiculter songhongensis Nguyen & Nguyen, 2001: Cá mương sông Hồng
- Hemiculter tchangi Fang, 1942
- Hemiculter varpachovskii Nikolskii, 1903